# Florence Earle Coates
Florence Van Leer Earle, coniugata Nicholson e, in secondo nozze, Coates (Filadelfia, 1º luglio 1850 – Filadelfia, 6 aprile 1927), è stata una poetessa e scrittrice statunitense, e sostenitrice dei diritti delle donne.
Fu mentore e amica del collega inglese Matthew Arnold.

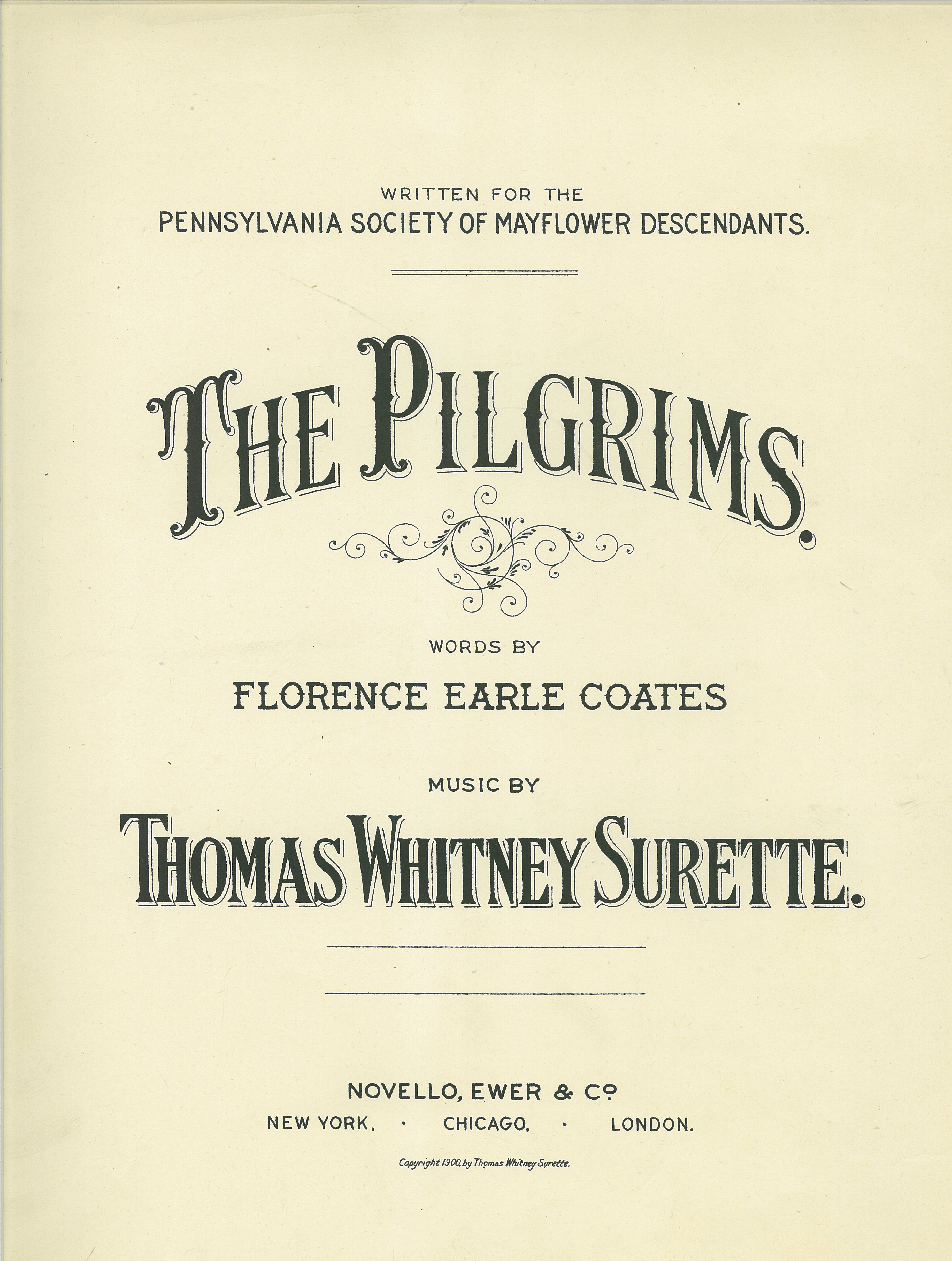
Inno scritto per la Society of Mayflower Descendants in the Commonwealth of Pennsylvania (1900).

## Biografia
Nacque a Filadelfia nel 1850. Suo nonno paterno, Thomas Earle, fu un rinomato filantropo ed il primo candidato alla vicepresidenza degli Stati Uniti per il Partito della Libertà. Suo padre, George H. Earle, fu un avvocato di successo.
Ricevette un'istruzione completa, viaggiando anche per l'Europa. Oltre al suo talento letterario, si distinse anche come musicista e in ambito teatrale.
Nel suo campo, gli scritti di Matthew Arnold ebbero una grande influenza sulla sua poesia. Egli la ricevette a casa sua in più di un'occasione.
Fu un'assidua collaboratrice per pubblicazioni quali: Century; Atlantic Monthly; Harper's Magazine; e Lippincott's Magazine.
Morì nell'Aprile del 1927, all'età di 76 anni.

## Opere (parziale)
- Poems (1898);
- Mine and Thine (1904);
- Lyrics of Life (1909);
- The Unconquered Air, and Other Poems (1912);
- Poems, in 2 voll. (1916);[4]
- Pro patria (1917), scritto privato;
- Articoli su Matthew Arnold (1894; 1909).